# 醍醐忠敬
醍醐 忠敬（だいご ただゆき）は、江戸時代後期の公家。権大納言・醍醐忠順の次男。官位は従三位。維新後は留守権判官、元老院議官、錦鶏間祗候。

## 経歴

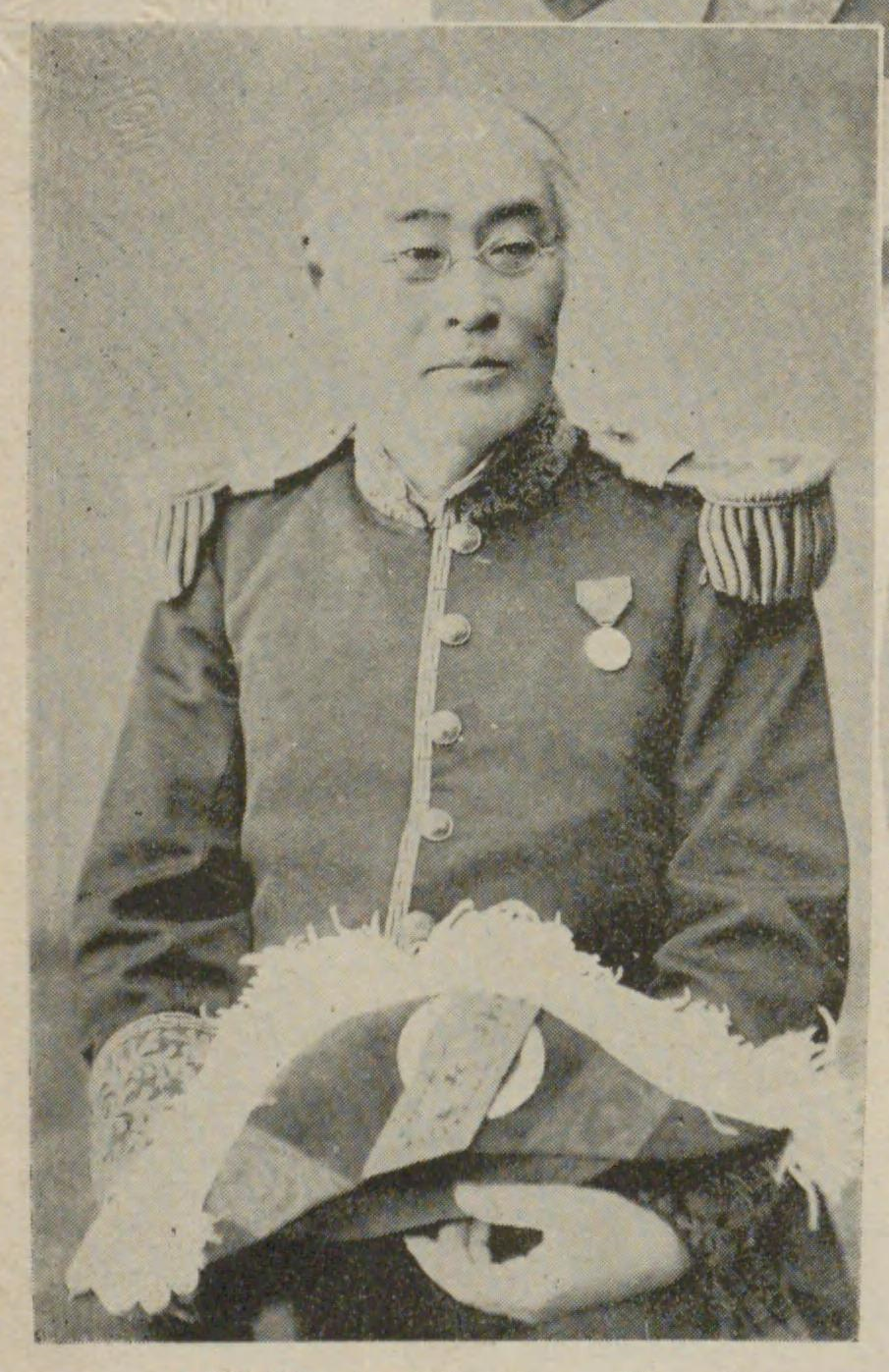
晩年の忠敬

戊辰戦争の際には奥羽鎮撫副総督として各地を転戦。この功により永世賞典禄六百石を下賜され従三位に叙された。明治期には留守権判官、元老院議官を歴任した。明治23年（1890年）10月20日、元老院が廃止され非職となり錦鶏間祗候を仰せ付けられた。
兄・忠告が病弱であったため、弟の忠敬の方が家督継承者として相応しいとみられた。そして忠敬が醍醐家の家計を握ると、忠告に対しては僅かな金銭を送るだけとなり、忠告は草履の鼻緒を縫う内職で日銭を稼ぐような境遇に陥った。明治29年（1896年）6月23日に忠告が亡くなると、忠敬が正式に襲爵者となった。この後、同居していた忠告の長男・格太郎を更に冷遇するようになり、明治32年（1899年）3月に格太郎は麹町の醍醐邸を出て、乳母の息子の家に厄介になった。格太郎は高利貸しに借りた金がこの時点で400円に膨らんでいたが、侯爵である醍醐家にも政府からの賜金は議会開会時の1000円を除いて無く、裕福と言えない状態であったため、格太郎に工面してやる余裕は無かった。
同年5月23日午後7時、父・忠順の邸宅で忠敬が四条隆平と談笑していた際、侵入した格太郎に頭部と頸部を拳銃で一発ずつ撃たれて死亡した。長女の為子も重傷を負った。格太郎は四条によって取り押さえられ、通報を受けた警察によって逮捕された。12月28日、格太郎に対しては無期徒刑（無期懲役）の判決が下された。
この事件は当時の一大スキャンダルとなり、一時醍醐家は没落した。家督は父・忠順が再度継ぎ、為子の弟・忠重は公卿摂家の一条家に引取られて養育された。

## 系譜

### 醍醐家
醍醐家は、一条昭良の子である醍醐冬基を始祖とし、清華家の一つであった。

### 皇室との関係
後陽成天皇の男系八世子孫である。後陽成天皇の第九皇子で一条家を継いだ一条昭良の男系後裔。

詳細は皇別摂家#系図も参照のこと。

## 家族
- 醍醐忠重
- 醍醐為子（浅野忠純継室、後に小倉英季室）
- 醍醐信子（水野忠敬長男水野忠亮室）
- 醍醐静子（木辺孝慈室）

## 栄典
- 1885年（明治18年）7月13日 - 勲三等旭日中綬章[7]
- 1889年（明治22年）11月29日 - 大日本帝国憲法発布記念章[8]